# Щербак Володимир Миколайович
Володимир Миколайович Щербак (рос. Владимир Николаевич Щербак нар. 2 березня 1959, Торез, Сталінська область УРСР) — радянський та російський футболіст, захисник.

## Життєпис
Розпочав грати в ДЮСШ міста Тореза.
Бронзовий призер чемпіонату СРСР 1982 року. Учасник Кубка УЄФА, де в 1982 році в складі «Спартака» провів 6 матчів (проти «Арсеналу», «Гарлема» й «Валенсії»).